# 相撲場風景
『相撲場風景』（すもうばふうけい）は上方落語の演目。『角力場風景』とも表記し、『相撲風景』（すもうふうけい）とされる場合もある。江戸落語では3代目三遊亭金馬が改作して『相撲放送』（すもうほうそう）の題で演じた。
相撲に熱中する人々をスケッチした演目である。
元になる演目として『子投（ほ）り相撲（角力）』（こほりずもう）があり、肩車をしていた子どもを放り出して「放らな、手が上がらん」という落ち（サゲ）だった。宇井無愁は、マクラに使われる咄の原話として、明和9年（1772年）刊行『鹿の子餅』収録の「角力場」を挙げている（満員の相撲会場に囲いを破って入ったところ、そこは入口ではないと追い出された男が今度は尻から後ろ向きに入り、「そこは出口じゃない」と場内に引き入れられるという内容）。前田勇『上方落語の歴史 増補改訂版』は本演目を『子投（ほ）り相撲（角力）』の「増補」とする。
演者に6代目笑福亭松鶴がおり、松竹芸能社長を務めた勝忠男によると、（客層があまりよくないことで知られた）新花月では「ガラが悪いのを、もうひとつガラを悪くしよンねン」という口演だったという。

## あらすじ
大入り満員である相撲の小屋で、握り飯を持って贔屓を声援している観客がいた。後に空腹な客が座っていたのだが、勘違いで前の客が握り飯をくれたものと思い、食べてしまう。別の席では尿意を感じている客がいた。便所に立つと席を取られるので、動こうにも動けない。そこで、近くで寝ている男の一升瓶の中に排尿してしまう。起きた男は目や鼻に染みると騒ぎ立てる。

## バリエーション
東大落語会編『落語辞典 増補』掲載のあらすじでは、客同士でタバコの火が着物のたもとにつき、「水だ水だ」というと「まだ水（=水入り）には早い」という落ちである。